# Revue Catalane
La Revue Catalane fou una publicació mensual fundada el 1907, òrgan de la Société d'Etudes Catalanes, escrita en català i en francès. Succeí com a la Revue d'Histoire et d'Archéologie du Roussillon i fou encapçalada per un grup d'erudits dirigits per en Pere Vidal. Immediatament fou adoptada com a òrgan de la Société d'Études Catalans.
Aquesta revista tenia una tirada de tres-cents exemplars. Cada número comptava amb trenta-dues pàgines i era venut a un franc. Molts intel·lectuals i erudits de Catalunya del Nord com Joan Amade, Emili Boix, Josep Bonafont, Emili Leguiel, Lluís Pastre, Josep Sebastià Pons, Gustau Violet, Manuel de Vergés i de Ricaudy, Pau Berga i altres participaren en l'elaboració de la revista escrivint-hi articles sobre temàtiques d'història, de folklore, de literatura, d'art local, de vocabulari català, de contes, de botànica, d'història natural, o poemes…. Mants articles, de gran qualitat, tractaren de les tradicions, els costums i el tarannà catalans, entre els quals : els crits de carrer, la cuina catalana, el Nadal, les Albades, les danses, els Goigs, el carnaval o la màgia al Rosselló. La revista proposà igualment als seus lectors, per tal de fer-los conèixer la literatura catalana, pàgines escollides entre les obres dels millors autors catalans, per tal que descobreixin la riquesa literària del seu país. El primer número sortí el 15 de gener de 1907. S'hi publicà els noms dels cent dotze primers adherents de la Société d'Etudes Catalanes. Joan Amade, durant molts anys secretari general de la Revue, fou, com el definí Lluís Pastre, "l'ànima" d'aquesta revista. Hi publicà seixanta-sis articles. L'any 1920 els nous dirigents de la S.E.C. decidiren de modificar la presentació de la revista i d'incloure-hi un encartament especial destinat a la publicació de les obres dels poetes francesos del Rosselló. Però el canvi no pogué realitzar-se, sobretot per falta de recursos econòmics. En efecte, la transformació hauria obligat la Revue a apujar el preu de l'abonament fins als dotze francs. A la fi de l'any 1921 s'edità el cent setanta-cinquè i darrer número.
Durant la Primera Guerra Mundial hi tingué una actuació destacada Carles Grandó encoratjant els catalans tant del nord com del sud a allistar-se en l'exèrcit francès. Deixà de publicar-se el 1921.